# Xenochrophis bellula
Xenochrophis bellula là một loài rắn trong họ Rắn nước. Loài này được Stoliczka mô tả khoa học đầu tiên năm 1871.